# 医薬品インタビューフォーム
医薬品インタビューフォームまたはインタビューフォーム（略称IF）とは、処方箋医薬品の添付文書では不十分な情報を補うために企業から提供される総合的な情報提供書である。日本病院薬剤師会が要領を策定して、作成と配布を製薬企業に依頼している。製品の薬学的特徴、製剤の安定性、注射剤の溶解後の安定性、使用上の注意の設定理由、毒性などといった薬剤師が必要とする医薬品情報のうち、添付文書では十分に得られない情報を収載している。現行では、電子化（e-IF）により、PDFファイルにて配布されている。
薬剤師の業務においては、添付文書と共に常備すべきである。

## 小史
医薬品インタビューフォームは、医薬品の添付文書の情報では不十分であることから、もともと薬剤師が企業にインタビューを行い作成していた。背景を説明すると現在では医療訴訟の増加のため、添付文書の記載も詳細になってきているが、1996年以前の添付文書は、薬物相互作用の記載の不備が強く指摘され、記載も企業間の統一性がなく、記載の根拠が不明確など様々な問題が指摘されていた。1988年には、独自の様式であったものに様式を策定し、医薬品インタビューフォームとした。
1998年以降に発売された医薬品については原則としてこれに則って策定されている。また2008年には、医薬品医療機器総合機構（PMDA）にいくつかの要項を依頼しており、PDFファイルにて配布されることもその一つである。

## 規格
規格はA4判に横書きとし、原則として9ポイント以上の字体で記載し、印刷は一色刷りとする。表紙の記載項目は統一し、原則として投与経路別(注射剤、経口剤など)に作成するとされている。